# Bogdan Kulik
Bogdan Kulik (ur. 16 lutego 1948 w Trzciance, zm. 28 listopada 2021 w Kołobrzegu) – polski perkusista jazzowy.
Karierę sceniczną rozpoczął w latach 1967-1968 w zespole akompaniującym grupie wokalnej Partita, w którym grał z Tomaszem Szukalskim (saksofon), Januszem Drozdowskim (fortepian) i Pawłem Jarzębskim (kontrabas). W 1970 rozpoczął pracę w Orkiestrze Tanecznej Polskiego Radia pod dyrekcją Edwarda Czernego i Bogusława Klimczuka. Z zespołem Arp Life Andrzeja Korzyńskiego nagrywał muzykę do filmów, seriali i programów telewizyjnych. Od 1974 do 1986 roku grał w sekcji rytmicznej duetu Marek i Wacek. Od 1978 do 1992 był członkiem Orkiestry Polskiego Radia i Telewizji Studio S1 Andrzeja Trzaskowskiego.

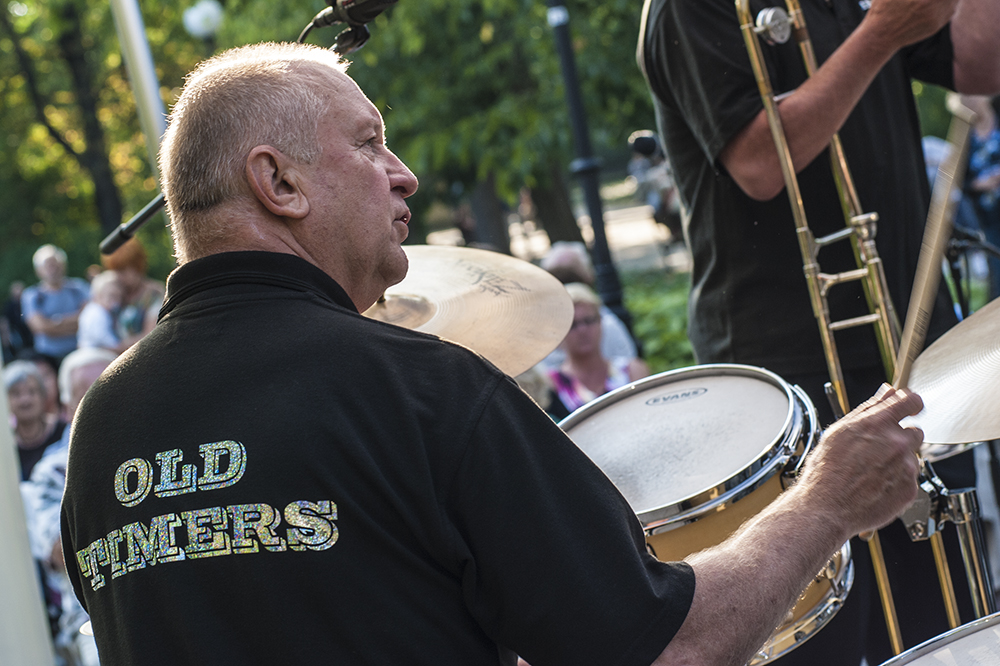
Bogdan Kulik z zespołem Old Timers w Warszawie - sierpień 2012.

Od lat 90. grał w zespołach Henryka Majewskiego Swing Session oraz Old Timers oraz Swing Workshop Wojciecha Kamińskiego.

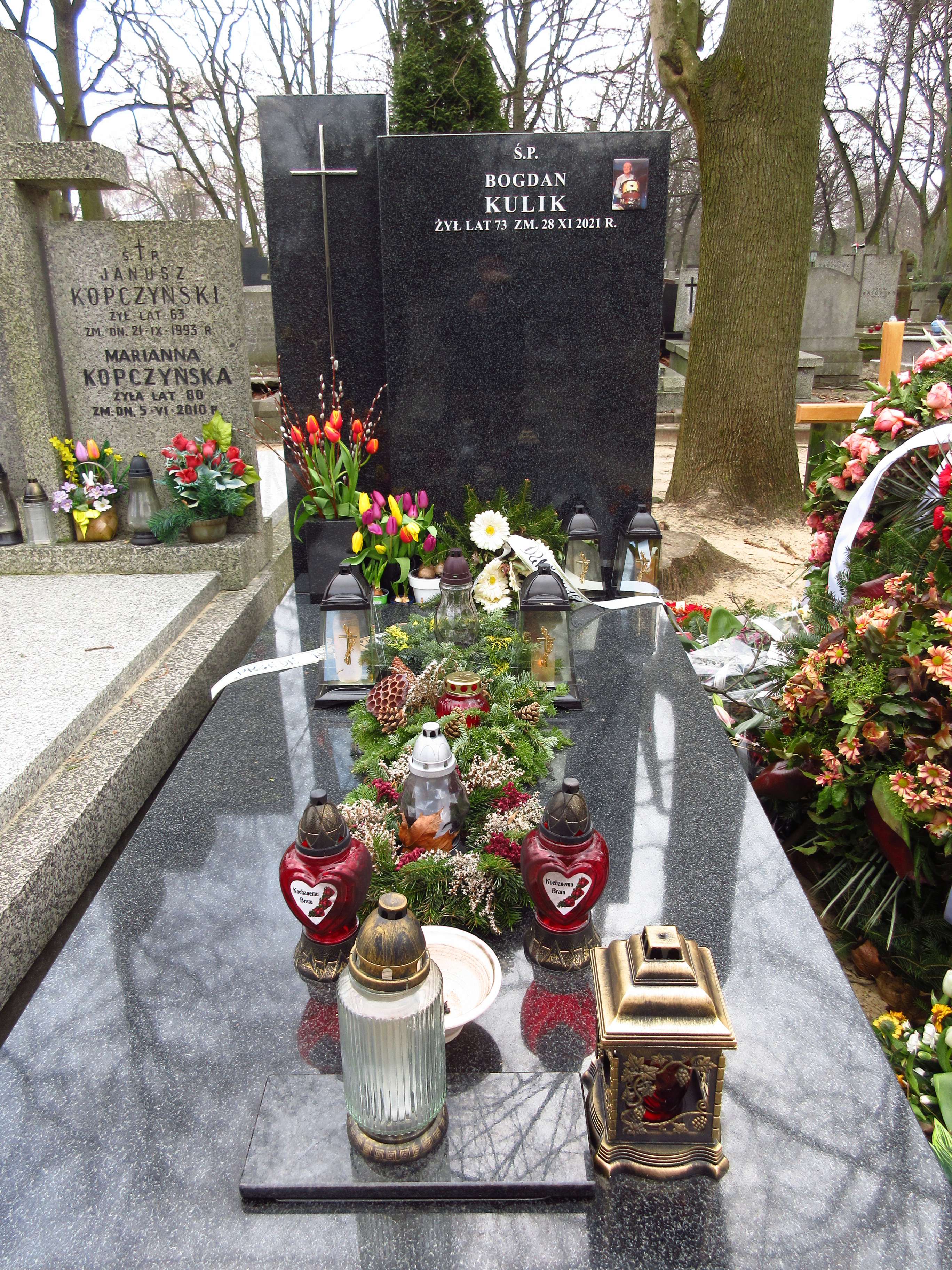
Grób Bogdana Kulika na Cmentarzu Bródnowskim.

Od połowy lat 90. do 2019 był nauczycielem perkusji w Autorskiej Szkole Muzyki Rozrywkowej i Jazzu I i II stopnia im. Krzysztofa Komedy w Warszawie. Pochowany na cmentarzu Bródnowskim (kwatera 54A-2-9).